# 科派蒂克島
63°19′S 57°55′W / 63.317°S 57.917°W
科派蒂克島（西班牙語：Isla Kopaitic），是南極洲的島嶼，位於特里尼蒂半島附近，屬於迪羅克群島的一部分，處於雷格皮爾角以西0.6公里，由智利探險隊繪入地圖，現時由南極條約體系管理。